# Вел Келу Куттуван
Вел Келу Куттуван — південноіндійський правитель з династії династії Чера.

## Життєпис
Успадкував престол після смерті свого батька, Недума Чералатана. Він здійснив напад на Віялур (сучасна Керала) та захопив фортецю Кодукур (у західній частині сучасного штату Тамілнаду). Успішно брав участь у громадянській війні в державі Чола, допомігши Кіллі зайняти трон.